# Jamarica
Jamarica je naselje u Sisačko-moslavačkoj županiji, smješteno 13 km od grada Kutine.

## Naselje
Jamarice imaju 452 stanovnika. Naselje ima dvije ulice; Đuke Čaića i Lovačku ulicu. 
Ulica Đuke Čaića je najdulja ulica i prolazi cijelom dužinom naselja, dok je Lovačka ulica kratka ulica koja vodi do lovačkog doma. Na zapadu Jamarice graniče s naseljem Banova Jaruga, a na istoku s naseljem Janjom Lipom. Pokraj naselja protječe potok Jamarica i rijeka Pakra. U neposrednoj blizini Jamarica nalazi se naftonosno polje Jamaričko brdo i akumulacijsko jezero Pakra. U centru naselja nalazi se kapela Sv. Barbare. Prvotna kapelica Sv. Barbare sagrađena je 1757. a današnja 1912. godine. U naselju je djelovao i učitelj Đuka Čaić, djed poznatog pjevača Đuke Čaića. Zbog velikih zasluga glavna ulica kroz naselje nosi njegovo ime.
- Predsjednik mjesnog odbora je Dubravko Marinović.

## Poznate osobe
- Zvonimir Frank,  hrvatski pedagog, antifašist i sudionik Narodnooslobodilačke borbe
- Jakov Bobinac, hrvatski pedagog, dječji pisac i pčelar
- Đuka Čaić, hrvatski pedagog, poznat po budnici "Hrvatine" iz 1991.

## Organizacije
U naselju djeluje DVD Jamarice i ŠNK Dinamo Jamarice hrvatski nogometni klub iz Jamarica.

## Stanovništvo

### Kretanje broja stanovništva 1857. – 2011.
U naselju je 2011. godine živjelo 410 stanovnika, 42 manje nego 2001. godine.
| Jamarica      |                 |
| godina popisa | broj stanovnika |
| 1857          | 285             |
| 1869          | 287             |
| 1880          | 264             |
| 1890          | 499             |
| 1900          | 569             |
| 1910          | 689             |
| 1921          | 625             |
| 1931          | 711             |
| 1948          | 663             |
| 1953          | 604             |
| 1961          | 587             |
| 1971          | 540             |
| 1981          | 456             |
| 1991          | 477             |
| 2001          | 452             |
| 2011          | 410             |

### Nacionalni sastav, 1991.
| Jamarica           |               |
| godina popisa      | 1991.         |
| Hrvati             | 419 (87,84 %) |
| Srbi               | 2 (0,41 %)    |
| Jugoslaveni        | 11 (2,30 %)   |
| ostalo i nepoznato | 45 (9,43 %)   |
| ukupno             | 477           |

### Nacionalni sastav, 2001.
| Jamarica      |               |
| godina popisa | 2001.         |
| Hrvati        | 439 (94,13 %) |
| ostalo        | 13 (5,87 %)   |
| ukupno        | 452           |

| broj stanovnika | 285   | 287   | 264   | 499   | 569   | 689   | 625   | 711   | 663   | 604   | 587   | 540   | 456   | 477   | 452   | 410   | 335   |
|                 | 1857. | 1869. | 1880. | 1890. | 1900. | 1910. | 1921. | 1931. | 1948. | 1953. | 1961. | 1971. | 1981. | 1991. | 2001. | 2011. | 2021. |

## Sport
- ŠNK Dinamo Jamarice (3. ŽNL Sisačko-moslavačka, NS Kutina ("Moslavačka nogometna liga"), 2009./10.)